# Mustard (Musikproduzent)

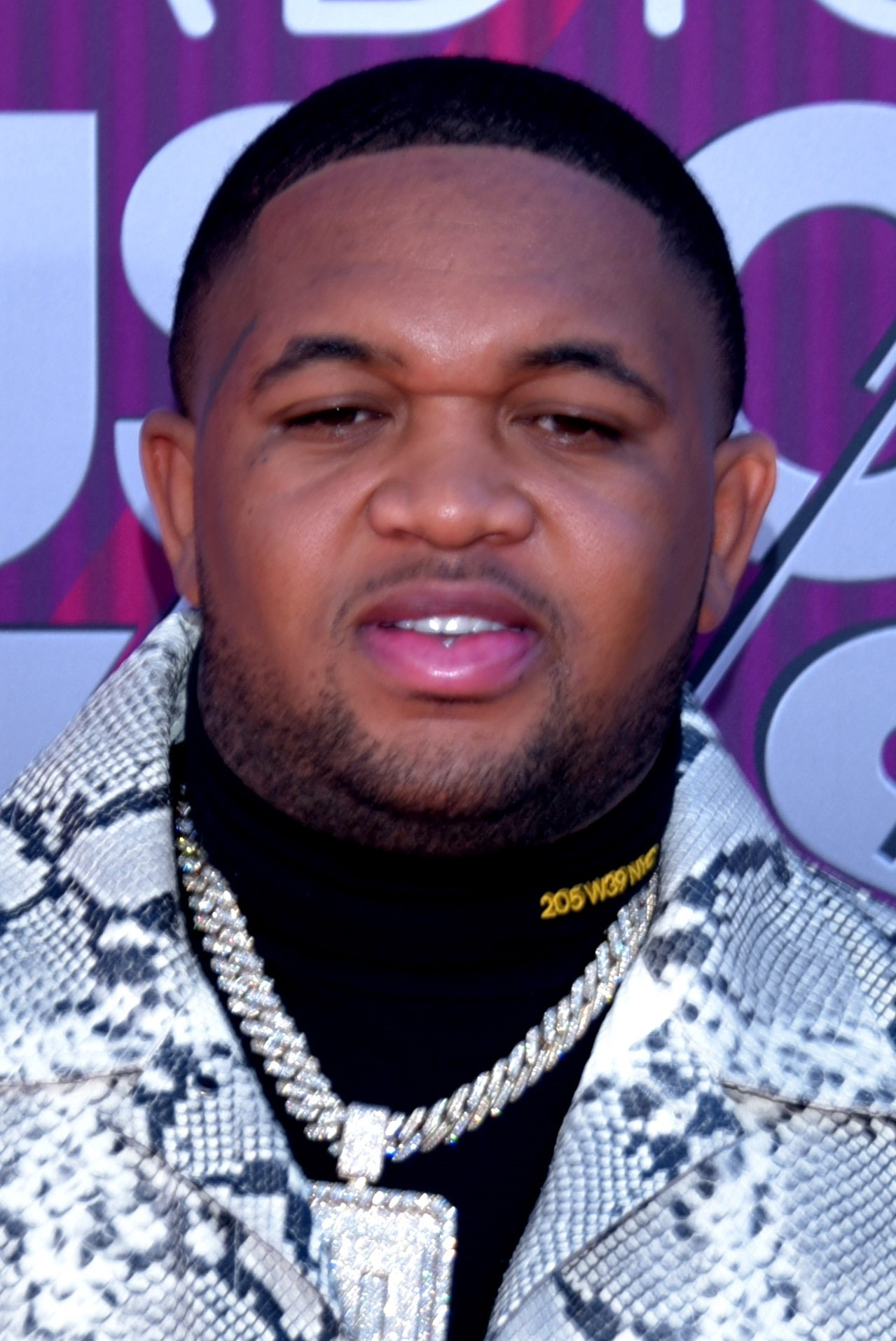
DJ Mustard (2019)

Mustard (* 5. Juni 1990 in Los Angeles; teilweise auch unter dem Pseudonym Zack Beisler; früher DJ Mustard; bürgerlich: Dijon Isaiah McFarlane) ist ein US-amerikanischer Hip-Hop-Produzent.

## Leben
Bereits früh begann McFarlane mit seinem Onkel als DJ gemeinsam bei kleineren Veranstaltungen aufzutreten. Seinen DJ-Namen Mustard wählte er in Anspielung auf den Dijon-Senf und seinen Vornamen. Nach ersten Erfolgen trat er in größeren Clubs und bei größeren Veranstaltungen auf und begann, Musik zu produzieren und zu vermarkten. Dijon produzierte unter anderem Lieder für Big Sean, Fergie, Ludacris, T-Pain oder B.o.B. Charakteristisch für seine Produktionen ist das Voice Sample „Mustard on the beat, hoe!“ von dem Rapper YG im Intro.
2014 veröffentlichte er ein eigenes Studioalbum namens 10 Summers. Damit konnte er sich für eine Woche auf der Position 143 der Billboard 200 platzieren. Die weiteren Alben hießen Cold Summer, The Ghetto (gemeinsam mit RJMrLA) und Perfect Ten.

## Diskografie

### Studioalben
| Jahr | Titel Musiklabel                                 | Höchstplatzierung, Gesamtwochen, AuszeichnungChartsChartplatzierungen (Jahr, Titel, Musiklabel, Platzierungen, Wochen, Auszeichnungen, Anmerkungen) | Anmerkungen                                        |
| Jahr | Titel Musiklabel                                 | US | Anmerkungen                                        |
| ---- | ------------------------------------------------ | --- | -------------------------------------------------- |
| 2014 | 10 Summers Roc Nation                            | US143 (1 Wo.)US | Erstveröffentlichung: 11. August 2014              |
| 2016 | Cold Summer Roc Nation                           | — | Erstveröffentlichung: 16. September 2016           |
| 2017 | The Ghetto 10 Summers Records                    | — | Erstveröffentlichung: 15. Dezember 2017 mit RJMrLA |
| 2019 | Perfect Ten 10 Summers Records                   | US8 Platin · (54 Wo.)US | Erstveröffentlichung: 28. Juni 2019                |
| 2024 | Faith of a Mustard Seed 10 Summers Records (BMG) | US50 (2 Wo.)US | Erstveröffentlichung: 26. Juli 2024                |

### Singles
| Jahr | Titel Album                                        | Höchstplatzierung, Gesamtwochen, AuszeichnungChartplatzierungen (Jahr, Titel, Album, Platzierungen, Wochen, Auszeichnungen, Anmerkungen) | Höchstplatzierung, Gesamtwochen, AuszeichnungChartplatzierungen (Jahr, Titel, Album, Platzierungen, Wochen, Auszeichnungen, Anmerkungen) | Höchstplatzierung, Gesamtwochen, AuszeichnungChartplatzierungen (Jahr, Titel, Album, Platzierungen, Wochen, Auszeichnungen, Anmerkungen) | Höchstplatzierung, Gesamtwochen, AuszeichnungChartplatzierungen (Jahr, Titel, Album, Platzierungen, Wochen, Auszeichnungen, Anmerkungen) | Anmerkungen                                                                                                   |
| Jahr | Titel Album                                        | DE | CH | UK | US | Anmerkungen                                                                                                   |
| --- | -------------------------------------------------- | --- | --- | --- | --- | --- |
| 2013 | Feelin’ Myself #willpower                          | DE55 (11 Wo.)DE | — | UK2 Platin · (15 Wo.)UK | US96 (2 Wo.)US | Erstveröffentlichung: 26. November 2013 Will.i.am feat. Miley Cyrus, French Montana, Wiz Khalifa & DJ Mustard |
| 2014 | Or Nah Beach House EP                              | — | — | UK— PlatinUK | US48 ×6Sechsfachplatin · (20 Wo.)US | Erstveröffentlichung: 7. Januar 2014 Ty Dolla Sign feat. Wiz Khalifa & Mustard                                |
| 2019 | Pure Water Perfect Ten                             | — | — | UK62 Gold · (11 Wo.)UK | US23 ×5Fünffachplatin · (25 Wo.)US | Erstveröffentlichung: 16. Januar 2019 feat. Migos                                                             |
| 2019 | Ballin’ Perfect Ten                                | — | — | UK37 Platin · (13 Wo.)UK | US11 ×7Siebenfachplatin · (44 Wo.)US | Erstveröffentlichung: 20. August 2019 feat. Roddy Ricch                                                       |
| 2020 | High Fashion Please Excuse Me for Being Antisocial | — | — | UK37 Gold · (16 Wo.)UK | US20 ×4Vierfachplatin · (28 Wo.)US | Erstveröffentlichung: 19. Mai 2020 Roddy Ricch feat. Mustard                                                  |
| 2024 | Parking Lot Faith of a Mustard Seed                | DE— aDE | CH69 (1 Wo.)CH | UK83 (1 Wo.)UK | US57 Gold · (8 Wo.)US | Erstveröffentlichung: 21. Juni 2024 feat. Travis Scott                                                        |
| Folgende Lieder erschienen nicht als Single, wurden aber durch das Album zum Download und Streaming bereitgestellt und konnten somit eine Platzierung erlangen: |                                                    | | | | | |
| |                                                    | | | | | |
| 2019 | Baguettes in the Face Perfect Ten                  | — | — | UK— SilberUK | US81 Platin · (6 Wo.)US | feat. Nav, Playboi Carti & A Boogie wit da Hoodie                                                             |
| 2021 | Still Chose You F*ck Love 3: Over You              | — | — | UK80 (1 Wo.)UK | US100 (1 Wo.)US | The Kid Laroi feat. Mustard                                                                                   |

Weitere Singles
- 2013: Money (mit TeeCee4800)
- 2013: Throw It Up (mit Tyga)
- 2013: This D (mit TeeFlii)
- 2013: Left, Right (YG feat. Mustard, US: Platin)
- 2014: Vato (mit YG, Young Jeezy & Que)
- 2014: Down on Me (mit Ty Dolla Sign & 2 Chainz)
- 2016: Whole Lotta Lovin’ (mit Travis Scott, US: Gold)
- 2016: Don’t Hurt Me (feat. Nicki Minaj & Jeremih, US: Gold)
- 2017: Want Her (DJ Mustard feat. Quavo & YG, US: Platin)
- 2018: Anywhere (mit Nick Jonas)
- 2018: Dangerous World (feat. Travis Scott & YG)
- 2019: Heartless (Polo G feat. DJ Mustard, UK: Silber, US: ×2Doppelplatin )
- 2019: 100 Bands (feat. Quavo, 21 Savage, YG & Meek Mill, US: Gold)

### Produktionen
- 2011: Rack City von Tyga (DE: Gold, UK: Gold, US: ×5Fünffachplatin )
- 2012: I’m Different von 2 Chainz (US: ×3Dreifachplatin )
- 2013: HeadBand von B.o.B und 2 Chainz (US: ×2Doppelplatin )
- 2013: My Nigga von YG, Young Jeezy, Nicki Minaj und Rich Homie Quan (DE: Gold, UK: Silber, US: ×5Fünffachplatin )
- 2013: Paranoid von Ty Dolla Sign und B.o.B (US: ×2Doppelplatin )
- 2013: Show Me von Kid Ink und Chris Brown (DE: Gold, UK: Platin, US: ×3Dreifachplatin )
- 2013: Up Down (Do This All Day) von T-Pain und B.o.B (UK: Silber, US: Platin)
- 2013: NaNa von Trey Songz (UK: Silber, US: ×2Doppelplatin )
- 2014: Who Do You Love? von YG und Drake (US: ×2Doppelplatin )
- 2014: 2 On von Tinashe und schoolboy Q (UK: Gold, US: Platin)
- 2014: Don’t Tell ’Em von Jeremih und YG (DE: Gold, UK: Platin, US: ×5Fünffachplatin )
- 2014: I Don’t Fuck with You von Big Sean und E-40 (DE: Gold, UK: Platin, US: ×9Neunfachplatin )
- 2014: L.A. Love (la La) von Fergie (UK: Gold, US: Platin)
- 2014: No Mediocre von T.I. und Iggy Azalea (US: Platin)
- 2015: I Know (US: ×3Dreifachplatin ) und Deep auf dem Album Dark Sky Paradise von Big Sean[13]
- 2015: Saved von Ty Dolla Sign und E-40 (US: Platin)
- 2015: In My Room von Yellow Claw, mit Ty Dolla Sign und Tyga (US: Gold)
- 2015: Bunny Ranch, Real Recognize, Promise (UK: Silber, US: Platin), Rewind, Summer In The Winter, That’s On You und Time Out auf dem Album Summer In The Winter von Kid Ink
- 2016: Needed Me von Rihanna (DE: Gold, UK: ×2Doppelplatin , US: Diamant)
- 2016: Freak of the Week  von Krept & Konan (UK: Platin)
- 2016: She Don’t von Ella Mai und Ty Dolla $ign (UK: Silber, US: Gold)
- 2016: Big Lie von Post Malone (UK: Silber, US: Platin)
- 2016: Mood Ring von Britney Spears
- 2017: Run This von Vinida
- 2018: Freaky Friday von Lil Dicky und Chris Brown (DE: Gold, UK: ×2Doppelplatin , US: ×5Fünffachplatin )
- 2024: Not Like Us von Kendrick Lamar (UK: Platin)

## Auszeichnungen und Nominierungen
Dijon wurde im Jahr 2014 für den BET Hip Hop Awards nominiert bzw. ausgezeichnet, der seit 2006 vom US-amerikanischen Fernsehsender Black Entertainment Television (BET) vergeben wird und mit dem verdiente Hip-Hop-Künstler, Produzenten und Musikvideo-Regisseure ausgezeichnet werden.
| Jahr | Nominierung   | Auszeichnung         | Resultat  |
| ---- | ------------- | -------------------- | --------- |
| 2014 | als er selbst | DJ of the Year       | Gewonnen  |
| 2014 | als er selbst | Producer of the Year | Gewonnen  |
| 2014 | als er selbst | MVP of the Year      | Gewonnen  |
| 2014 | My Nigga      | Track of the Year    | Gewonnen  |
| 2014 | My Nigga      | Best Club Banger     | Nominiert |

## Auszeichnungen für Musikverkäufe
| Goldene Schallplatte - Australien - 2012: für die Produktion Rack City (Tyga) - 2014: für die Produktion No Mediocre (Iggy Azalea) - 2016: für die Single Don’t Hurt Me - 2017: für die Produktion Promise (Kid Ink) - 2020: für die Single High Fashion - Belgien - 2024: für die Produktion Not Like Us - Brasilien - 2020: für die Single High Fashion - 2024: für das Lied Baguettes in the Face - 2024: für die Produktion Don’t Tell ’Em (Jeremih) - 2024: für die Single Feelin’ Myself - Dänemark - 2013: für das Streaming Rack City (Tyga) - 2014: für das Streaming Don’t Tell ’Em (Jeremih) - 2014: für das Streaming Feelin’ Myself - 2018: für die Produktion I Don’t Fuck with You (Big Sean) - 2020: für die Single Pure Water - 2021: für das Album Perfect Ten - 2024: für die Produktion Not Like Us - Frankreich - 2024: für die Single Ballin’ - 2024: für die Produktion Not Like Us - Griechenland - 2023: für die Produktion Needed Me (Rihanna) - Italien - 2024: für die Single Or Nah - 2024: für die Single Pure Water - 2024: für die Produktion Not Like Us - Kanada - 2015: für die Produktion No Mediocre (Iggy Azalea) - 2016: für die Produktion 2 On (Tinashe) - 2018: für die Produktion Paranoid (Ty Dolla Sign) - Neuseeland - 2016: für die Single Or Nah - 2018: für die Single Don’t Hurt Me - Polen - 2021: für die Single Pure Water - 2021: für die Produktion Don’t Tell ’Em (Jeremih) - 2024: für die Single Ballin’ - Portugal - 2020: für die Single Pure Water - Schweden - 2015: für die Produktion Don’t Tell ’Em (Jeremih) - 2015: für die Single Feelin’ Myself - Spanien - 2024: für die Single Or Nah | Platin-Schallplatte - Australien - 2015: für die Produktion Don’t Tell ’Em (Jeremih) - 2016: für die Produktion Needed Me (Rihanna) - 2017: für die Produktion Show Me (Kid Ink) - 2018: für die Produktion 2 On (Tinashe) - 2020: für die Single Ballin’ - Brasilien - 2024: für die Single Pure Water - 2024: für die Produktion I Don’t Fuck with You (Big Sean) - Dänemark - 2014: für das Streaming Show Me (Kid Ink) - 2019: für die Produktion Freaky Friday (Lil Dicky) - 2021: für die Single Or Nah - 2023: für die Produktion Don’t Tell ’Em (Jeremih) - 2024: für die Single Ballin’ - Frankreich - 2022: für die Produktion Needed Me (Rihanna) - Griechenland - 2024: für die Produktion Not Like Us - Italien - 2016: für die Produktion Needed Me (Rihanna) - Kanada - 2019: für die Produktion Show Me (Kid Ink) - 2019: für die Produktion Big Lie (Post Malone) - 2020: für die Single Ballin’ - 2020: für die Single High Fashion - Neuseeland - 2015: für die Single Feelin’ Myself - 2018: für die Produktion Freaky Friday (Lil Dicky) - 2022: für das Album Perfect Ten - Niederlande - 2020: für die Produktion Freaky Friday (Lil Dicky) - Polen - 2024: für die Produktion Not Like Us - Portugal - 2020: für die Single Ballin’ - 2022: für die Single High Fashion - 2024: für die Produktion Not Like Us - Schweden - 2015: für die Produktion My Nigga (YG) - Spanien - 2024: für die Produktion Needed Me (Rihanna) | 2× Platin-Schallplatte - Brasilien - 2022: für die Produktion Freaky Friday (Lil Dicky) - Dänemark - 2024: für die Produktion Needed Me (Rihanna) - Kanada - 2018: für die Single Or Nah - 2024: für die Single Heartless - Neuseeland - 2023: für die Single Pure Water - 2024: für die Produktion Not Like Us - Polen - 2021: für die Produktion Needed Me (Rihanna) - Portugal - 2022: für die Produktion Needed Me (Rihanna) - Schweden - 2016: für die Produktion Needed Me (Rihanna) 3× Platin-Schallplatte - Australien - 2018: für die Produktion I Don’t Fuck with You (Big Sean) - 2021: für die Produktion Freaky Friday (Lil Dicky) - 2024: für die Produktion Not Like Us - Kanada - 2017: für die Produktion I Don’t Fuck with You (Big Sean) - 2021: für die Produktion Freaky Friday (Lil Dicky) - Neuseeland - 2023: für die Single Ballin’ 5× Platin-Schallplatte - Neuseeland - 2024: für die Produktion Needed Me (Rihanna) 7× Platin-Schallplatte - Kanada - 2023: für die Produktion Needed Me (Rihanna) Diamantene Schallplatte - Brasilien - 2024: für die Single Ballin’ - 2024: für die Produktion Needed Me (Rihanna) |

Anmerkung: Auszeichnungen in Ländern aus den Charttabellen bzw. Chartboxen sind in ebendiesen zu finden.
| Land/RegionAuszeichnungen für Musikverkäufe (Land/Region, Auszeichnungen, Verkäufe, Quellen) | Silber     | Gold       | Platin         | Diamant     | Verkäufe   | Quellen              |
| -------------------------------------------------------------------------------------------- | ---------- | ---------- | -------------- | ----------- | ---------- | -------------------- |
| Australien (ARIA)                                                                            | —          | 5× Gold5   | 14× Platin14   | —           | 1.155.000  | aria.com.au          |
| Belgien (BRMA)                                                                               | —          | Gold1      | —              | —           | 20.000     | ultratop.be          |
| Brasilien (PMB)                                                                              | —          | 4× Gold4   | 4× Platin4     | 2× Diamant2 | 690.000    | pro-musicabr.org.br  |
| Dänemark (IFPI)                                                                              | —          | 6× Gold6   | 7× Platin7     | —           | 685.000    | ifpi.dk              |
| Deutschland (BVMI)                                                                           | —          | 7× Gold7   | —              | —           | 1.150.000  | musikindustrie.de    |
| Frankreich (SNEP)                                                                            | —          | 2× Gold2   | Platin1        | —           | 400.000    | snepmusique.com      |
| Griechenland (IFPI)                                                                          | —          | Gold1      | Platin1        | —           | 30.000     | Einzelnachweise      |
| Italien (FIMI)                                                                               | —          | 3× Gold3   | Platin1        | —           | 200.000    | fimi.it              |
| Kanada (MC)                                                                                  | —          | 3× Gold3   | 21× Platin21   | —           | 1.800.000  | musiccanada.com      |
| Neuseeland (RMNZ)                                                                            | —          | 2× Gold2   | 15× Platin15   | —           | 450.000    | radioscope.co.nz NZ2 |
| Niederlande (NVPI)                                                                           | —          | —          | Platin1        | —           | 80.000     | nvpi.nl              |
| Polen (ZPAV)                                                                                 | —          | 3× Gold3   | 3× Platin3     | —           | 225.000    | olis.pl              |
| Portugal (AFP)                                                                               | —          | Gold1      | 5× Platin5     | —           | 55.000     | Einzelnachweise      |
| Schweden (IFPI)                                                                              | —          | 2× Gold2   | 3× Platin3     | —           | 160.000    | sverigetopplistan.se |
| Spanien (Promusicae)                                                                         | —          | Gold1      | Platin1        | —           | 120.000    | elportaldemusica.es  |
| Vereinigte Staaten (RIAA)                                                                    | —          | 5× Gold5   | 81× Platin81   | Diamant1    | 93.500.000 | riaa.com             |
| Vereinigtes Königreich (BPI)                                                                 | 8× Silber8 | 5× Gold5   | 11× Platin11   | —           | 10.200.000 | bpi.co.uk            |
| Insgesamt                                                                                    | 8× Silber8 | 51× Gold51 | 169× Platin169 | 3× Diamant3 |            |                      |